# Mosquée de Saatli
La mosquée de Saatli (en azéri : Saatlı məscidi) est un édifice religieux musulman situé à Choucha en Azerbaïdjan.

## Histoire
La mosquée de Saatli a été construite en 1883 dans le quartier du même nom de Choucha, qui est l'un de ceux établis dans la ville haute au XIXe siècle. Étant une œuvre de l'architecte azerbaïdjanais Karbalayi Safikhan Karabakhi, la mosquée et ses minarets suivent la conception des autres mosquées de Choucha, Yukhari Govhar Agha et Achaghi Govhar Agha et de celle d'Agdam, toutes réalisées par le même architecte. 
La mosquée de Saatli est considérée comme l'un des derniers chefs-d'œuvre de Karbalayi Safikhan Karabakhi, construite avec deux minarets. Elle possède une salle de prière à trois nefs et un minaret en brique avec une décoration spécialement modelée spécifique à l'architecture du Karabakh. La mosquée de Saatli a été rénovée dans les années 1980. À la suite de l'occupation arménienne de mai 1992, elle reste en ruines. Après la guerre de 2020 et le retour de la ville sous souveraineté azerbaïdjanaise, la mosquée fait l'objet d'une importante restauration, sous l'égide de la Fondation Heydar Aliyev, qui s'achève avec la réouverture du sanctuaire en mai 2023.